# Casanova (film, 2005)
Casanova är en film av Lasse Hallström från 2005. Den bygger på legenden om förföraren i Venedig, alltså Casanova.

## Handling
Casanova förtrollar alla kvinnor han träffar, när han för första gången blir avvisad tvingas han att göra allt för att komma nära den vackra Francesca.

## Om filmen
Filmen är inspelad i Venedig och Vicenza. Den hade världspremiär vid filmfestivalen i Venedig den 3 september 2005 och svensk premiär på 67 biografer den 26 januari 2006, den är barntillåten.

## Rollista (urval)
- Heath Ledger - Giacomo Casanova
- Sienna Miller - Francesca Bruni
- Jeremy Irons - Pucci
- Oliver Platt - Paprizzio
- Lena Olin - Andrea, Francescas mor
- Tim McInnerny - dogen
- Tommy Körberg - gondolsångaren
- Natalie Dormer - Victoria